# Château de Perrigny-lès-Dijon
Le château de Perrigny, aujourd’hui disparu, était situé sur la commune de Perrigny-lès-Dijon, dans le département de la Côte-d'Or, siège d’une ancienne seigneurie remontant au XIIIe siècle et devenue comté en 1768. Maison forte à l’origine, il devient un château au XVe siècle avant d’être modifié en demeure somptuaire au XVIIIe siècle. Les lieux ont notamment appartenu la famille de Perrigny, au chancelier Nicolas Rolin et à la famille Gagne. Ils ont accueilli Pierre de Bauffremont lors du Pas d'armes de Marsannay (1443) ainsi que le dernier duc de Bourgogne Charles le Téméraire (1474). Il est rasé dans les années qui suivent la Révolution.

## Historique
Alors que les récentes fouilles archéologiques ont mis au jour des caves d'édifices remontant aux XIe et XIIe siècles, les archives n’évoquent la présence d’une maison forte sur le domaine de Perrigny-lès-Dijon qu’à partir du XIIIe siècle. Elles citent encore cette maison forte à la fin du siècle suivant : 1387 et 1397. La seigneurie appartient alors à une famille à laquelle elle donne son nom et qui occupe épisodiquement les lieux : les Perrigny. Les fouilles archéologiques ont également surpris en découvrant la base d’une tour en construction datant du XIVe siècle : les sources écrites ne parlaient de reconstruction castrale qu’après 1449 ! 
Par un échange de titres, Henri de Bauffremont, oncle du jeune Pierre de Perrigny, 12 ans et simple d’esprit, récupère le domaine le 11 septembre 1432 pour le revendre trois jours plus tard à Mathieu Regnault, receveur général du duché de Bourgogne. Son frère, Pierre de Bauffremont, comte de Charny, organise dans les environs un célèbre tournoi impliquant la noblesse bourguignonne, le Pas d'armes de Marsannay (1443). Pendant deux mois, il est hébergé avec sa suite dans le chastel de Perrigny où il mène grand train,,. En 1448, la seigneurie de Mathieu Regnault est saisie : elle finit par échoir au chancelier Rolin qui possède alors une trentaine de bâtisses en Bourgogne.
À partir de 1449, le nouveau seigneur entreprend la reconstruction d’un véritable château fort en remplacement de l’ancienne maison forte. Il s’agit alors de faire face aux Écorcheurs qui écument la région. Les comptes de Jean Girard, receveur de Perrigny en 1448-1449, abordent ainsi la réparation des pont-levis et dormant du château, la construction de la porte de la barrière ou la plantation de 1400 « paulx esguisés et garnis d'espines autour des jardins ». Guillaume Rolin, fils du chancelier et seigneur de Beauchamp, en hérite lors du partage des possessions (27 avril 1462). En janvier 1474, celui-ci reçoit le dernier duc de Bourgogne, Charles le Téméraire, de retour des provinces du nord et qui, après une nuit à Rouvres, passe trois jours au château de son chambellan avant de rejoindre Dijon. Il s’agit d’attendre en ce lieu la noblesse, le clergé et la magistrature devant constituer le cortège honorifique qui entrera dans la capitale. Perrigny abrite alors toute la notabilité bourguignonne.
À la mort de Guillaume Rolin (1488), la seigneurie change plusieurs fois de mains par vente ou mariage. Il est ainsi la propriété des Chambellan (1507), des Épinac (1559), des Pernes (début XVIIe siècle). Pourtant, avec les dernières guerres de religion, le château est ravagé entre 1590 et 1595. Vers 1600, un état des lieux établi à la demande de Gabrielle de Vaudrey, veuve de Gaspard d'Épinac depuis 1591, présente la situation du domaine au tournant du siècle : « En la terre, il y a ung chastel, lequel est garny de tours et fossoyé. Il y a une basse-court où sont les estableries, granges et pressoir, jardin, vignes, terre de la grande et de la petite rente, bois, prés. ».

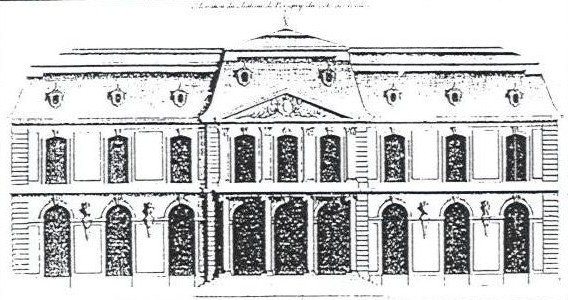
Projet de reconstruction du château de Perrigny établi par Claude Desgots (XVIIIe siècle)

En 1650, Nicolas Gagne, trésorier général de la généralité de Bourgogne, achète les terres de Domois et de Perrigny. Il habite ce château assez proche de Dijon. Le domaine reste dans cette famille jusqu’en 1783 ; elle prend le nom de Gagne de Perrigny. Au XVIIIe siècle, il est envisagé de reconstruire un château moderne au standard de l’époque. Le projet est confié à l’architecte Claude Desgots. On ne sait si ce projet a réellement abouti. En 1768, Antoine-Jean Gagne de Perrigny, également seigneur de Saulon, devient comte de Perrigny. À sa mort, en 1783, le jeune Anne-Charles de Clermont lui succède sur les lieux. Ce dernier rejoint l’armée des émigrés à la Révolution. Le château abrite alors la première élection municipale dans une de ses pièces (12 février 1790). Il est ensuite vendu puis disparaît définitivement, tout au moins, jusqu’à sa « redécouverte » deux siècles plus tard (1993). Pourtant, son emprise n’a jamais cessé de marquer le village.
- Voir aussi : Liste des anciens seigneurs de Perrigny-lès-Dijon

## Fouilles et traces actuelles du château

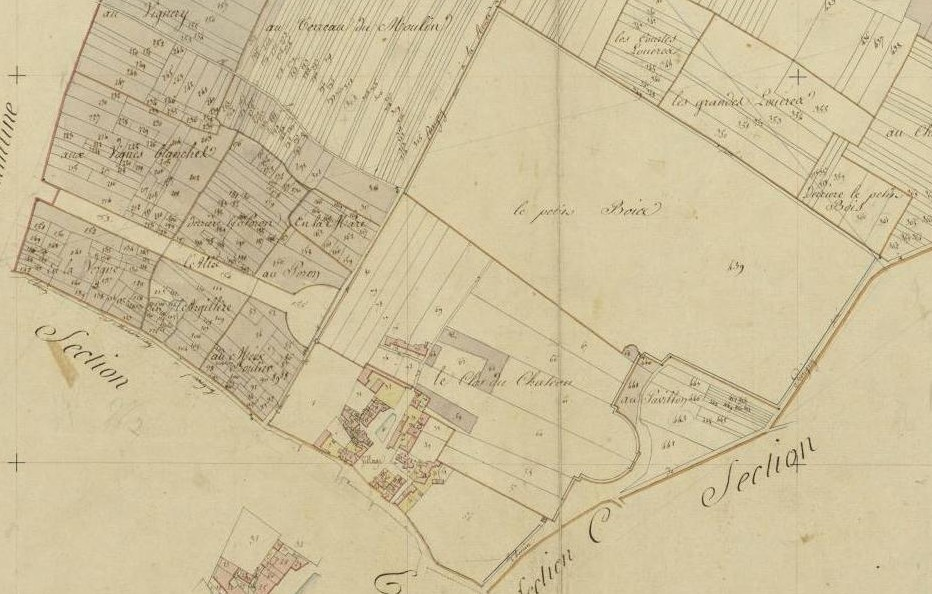
Emprise du château (démoli) et de ses dépendances (Cadastre de 1812)

Les fouilles de l’ancien château ont été effectuées au cours de deux campagnes, en 1993 et en 1994, préalablement à la construction d'un lotissement pavillonnaire, le « Clos Guillaume ». Auparavant, dans un lieu localement nommé le Petit Bois, un tertre carré de 50 mètres de côté, sur une hauteur d'environ 2,50 mètres était identifiable. Le château proprement dit devait, quant à lui, mesurer de 40 à 50 mètres sur 50 mètres, avec quatre pavillons. On a retrouvé un sol du XVe siècle ainsi que la pile d’un ancien pont-levis, ouvert en direction de Domois. La base d’une grosse tour d'angle d’environ 15 mètres de diamètre a été mise au jour sur une hauteur d’environ 3 mètres. Commencée au XIVe siècle, inachevée, elle est composée de mœllons soigneusement appareillés qui n’ont manifestement jamais été à l’air libre. Cette tour remet légèrement en cause la chronologie de l’édifice donnée par les archives : la transformation de la maison forte en château étant assurée après 1449, mais pas auparavant ! De même, des caves d'édifices des XIe et XIIe siècles ont été trouvées ; les textes ne signalaient la maison forte qu’après le XIIIe siècle et ne disaient rien pour les siècles précédents. Du mobilier médiéval mais aussi du XVIIe siècle a été découvert : objets en céramique, assiettes, tuyaux, verres, épingles en argent… Depuis, par souci de sécurité, le chantier a été remis en terre,.
Les traces actuelles de l’ancien château et de ses dépendances sont encore identifiables dans la topographie du village. On peut repérer les restes d’une porte de la basse-cour (gonds), d’un four et d’un pressoir banal, aujourd’hui intégré à une propriété privée. Le toponyme de certains lieux-dits rappellent également l’extension du domaine : le "Petit Bois" d’origine et rendu à l’agriculture dans les années 1770, l’"Allée" (vers la route de Dijon), l’"Allée des Tilleuls" (vers Domois, annexe seigneuriale), la "Cour du château", la "Tourelle", le "Parc", le "Pavillon", etc.